# Christoph Friedrich von Davier
Christoph Friedrich von Davier (* 1. März 1726; † 28. Februar 1791 in Jever) war ein anhaltischer Geheimer Rat und Brigadegeneral.

## Leben

### Herkunft
Davier war ein Sohn des gleichnamigen Christoph Friedrich von Davier (1695–1751) und dessen Ehefrau Juliane Luise, geborene von Düringshoff († 1737).

### Karriere
Von Davier diente als Leutnant im Regiment von „von Münchow“, dem späteren Regiment „von Kleist“ der Preußischen Armee in Brandenburg. 1754 wurde er von einem Isaac Lazarus wegen Wechselschulden verklagt. 1767 wurde er ein weiteres Mal wegen zahlreichen Schulden angeklagt. Nach einer Krankheit nahm er seinen Abschied und zog sich nach Zerbst/Anhalt zurück. Dort wurde er Geheimer Rat am Hofe eines Fürsten von Anhalt und Brigadegeneral im anhaltischen Militär.

### Familie
Am 16. November 1778 heiratete er Sophie Helena Elisabeth von Lohremann. Aus dieser Ehe gingen Sophie (1779–1780), Friedrich August (1780–1813), Charlotte (* 1784) und Friedrich (1787–1829) hervor.